# سارسينا
سارسينا (بالإيطالية: Sarsina)‏ هي بلدية في مقاطعة فورلي تشيزينا في إقليم إميليا رومانيا الإيطالي.

## السكان
في سنة 1861 بلغ عدد السكان 3٬985 نسمة، وتطور العدد ليصل في سنة 2011 لـ 3٬602 نسمة.
يظهر هذا المخطط البياني تطور النمو السكاني لـ سارسينا

## توأمة
لسارسينا اتفاقيات توأمة مع كل من:
- Lezoux [الإنجليزية]‏
- غريبنشتاين
- لوبيك

## أعلام
- بلاوتوس